# Frydman (Pologne)
Pour les articles homonymes, voir Frydman.
Frydman est une localité polonaise de la gmina de Łapsze Niżne, située dans le powiat de Nowy Targ en voïvodie de Petite-Pologne.